# Jack Simpson
Jack Benjamin Simpson (Weymouth, Inglaterra, Reino Unido, 8 de enero de 1997) es un futbolista inglés que juega de defensa en el Leyton Orient F. C. de la League One.

## Trayectoria

### AFC Bournemouth
Se unió a las inferiores del AFC Bournemouth en 2005 a la edad de ocho años, y firmó su primer contrato profesional en abril de 2015. Luego, pasó un breve periodo de préstamo en el equipo amateur del A. F. C. Totton, durante las primeras fechas de la temporada 2015-16 antes de ser suplente por las cerezas en la cuarta ronda de la FA Cup ante el Portsmouth.
Tardó dos años, pero finalmente debutó con el club en la eliminatoria de la EFL Cup ante el Middlesbrough F. C., marcando el primer tanto en la victoria por 3-1. Luego de su increíble debut, Simpson jugó en la llave de cuartos de final ante el campeón de la Premier League, Chelsea, donde jugó los 90 minutos en la derrota por 2-1.
El 1 de febrero de 2021 fue traspasado al Rangers F. C. con el que firmó un contrato por cuatro temporadas y media. En dieciocho meses jugó 14 partidos y en agosto de 2022 se marchó al Cardiff City F. C. En este equipo permaneció un año antes de llegar a un acuerdo para rescindir su contrato. Posteriormente fue multado por la FA por realizar comentarios racistas a un compañero durante la pretemporada.
El 29 de febrero de 2024 fichó por el Leyton Orient F. C. con un contrato de corta duración.

## Estadísticas
Actualizado al último partido disputado el 15 de marzo de 2025.
| Club | Div.          | Temporada     | Liga  | Liga  | Copas nacionales(1) | Copas nacionales(1) | Copas internacionales(2) | Copas internacionales(2) | Total | Total |
| Club | Div.          | Temporada     | Part. | Goles | Part.               | Goles               | Part.                    | Goles                    | Part. | Goles |
| --- | ------------- | ------------- | ----- | ----- | ------------------- | ------------------- | ------------------------ | ------------------------ | ----- | ----- |
| AFC Bournemouth Inglaterra | 1.ª           | 2015-16       | 0     | 0     | 0                   | 0                   | ―                        | ―                        | 0     | 0     |
| AFC Bournemouth Inglaterra | 1.ª           | 2016-17       | 0     | 0     | 0                   | 0                   | ―                        | ―                        | 0     | 0     |
| AFC Bournemouth Inglaterra | 1.ª           | 2017-18       | 1     | 0     | 3                   | 1                   | ―                        | ―                        | 4     | 1     |
| AFC Bournemouth Inglaterra | 1.ª           | 2018-19       | 6     | 0     | 5                   | 0                   | ―                        | ―                        | 11    | 0     |
| AFC Bournemouth Inglaterra | 1.ª           | 2019-20       | 4     | 0     | 4                   | 0                   | ―                        | ―                        | 8     | 0     |
| AFC Bournemouth Inglaterra | 2.ª           | 2020-21       | 9     | 0     | 3                   | 0                   | ―                        | ―                        | 12    | 0     |
| AFC Bournemouth Inglaterra | Total club    | Total club    | 20    | 0     | 15                  | 1                   | 0                        | 0                        | 35    | 1     |
| Rangers F. C. Escocia | 1.ª           | 2020-21       | 5     | 0     | 1                   | 0                   | 1                        | 0                        | 7     | 0     |
| Rangers F. C. Escocia | 1.ª           | 2021-22       | 4     | 0     | 3                   | 0                   | 0                        | 0                        | 7     | 0     |
| Rangers F. C. Escocia | Total club    | Total club    | 9     | 0     | 4                   | 0                   | 1                        | 0                        | 14    | 0     |
| Cardiff City F. C. Gales | 2.ª           | 2022-23       | 19    | 0     | 2                   | 0                   | ―                        | ―                        | 21    | 0     |
| Cardiff City F. C. Gales | 2.ª           | 2023-24       | 1     | 0     | 1                   | 0                   | ―                        | ―                        | 2     | 0     |
| Cardiff City F. C. Gales | Total club    | Total club    | 20    | 0     | 3                   | 0                   | 0                        | 0                        | 23    | 0     |
| Leyton Orient F. C. Inglaterra | 3.ª           | 2023-24       | 5     | 0     | ―                   | ―                   | ―                        | ―                        | 5     | 0     |
| Leyton Orient F. C. Inglaterra | 3.ª           | 2024-25       | 17    | 0     | 9                   | 0                   | ―                        | ―                        | 26    | 0     |
| Leyton Orient F. C. Inglaterra | Total club    | Total club    | 22    | 0     | 9                   | 0                   | 0                        | 0                        | 31    | 0     |
| Total carrera | Total carrera | Total carrera | 71    | 0     | 31                  | 1                   | 1                        | 0                        | 103   | 1     |
| (1) Incluye datos de la FA Cup, la Copa de la Liga de Inglaterra, la Copa de Escocia y la Copa de la Liga de Escocia. (2) Incluye datos de la Liga Europa de la UEFA. |               |               |       |       |                     |                     |                          |                          |       |       |

## Palmarés

### Títulos nacionales
| Título               | Club          | País    | Año  |
| -------------------- | ------------- | ------- | ---- |
| Scottish Premiership | Rangers F. C. | Escocia | 2021 |
| Copa de Escocia      | Rangers F. C. | Escocia | 2022 |